# Hennersdorf (Niederösterreich)
Hennersdorf ist eine niederösterreichische Gemeinde mit 1526 Einwohnern (Stand 1. Jänner 2025) im Bezirk Mödling.

## Geografie
Die Gemeinde Hennersdorf liegt im nordöstlichen Teil des Bezirkes und grenzt direkt an Wien. Durch das Gemeindegebiet fließt der Petersbach.
Hennersdorf hat eine Fläche von fünf Quadratkilometer. Davon sind beinahe drei Viertel landwirtschaftliche Nutzfläche und acht Prozent sind Gärten.

### Nachbargemeinden
|           | Wien                                        |                                           |
| Vösendorf | Kompassrose, die auf Nachbargemeinden zeigt | Leopoldsdorf (Bezirk Bruck an der Leitha) |
|           | Biedermannsdorf                             | Achau                                     |

## Geschichte
Grabfunde aus Hennersdorf zeigen, dass Mitte des 6. Jahrhunderts die Awaren die Herrschaft über Pannonien hatten und hier die ihnen tributpflichtigen Slawen ansiedelten.
Die erste urkundliche Erwähnung von Hennersdorf stammt aus dem Jahr 1114, als „Weilandus de Honinesdorf“ in einem Klosterneuburger Traditionsbuch als Zeuge aufgeführt wird. Durch mehrere Jahrhunderte gehörte Hennersdorf zur Herrschaft Leopoldsdorf. In den Jahren 1529 und 1683 verwüsteten Türken den Ort, 1809 plünderten napoleonischen Soldaten Hennersdorf. Schon 1850 wurde Hennersdorf eine eigenständige Gemeinde, gehörte zum Gerichtsbezirk Schwechat und zum Bezirk Bruck an der Leitha. In der zweiten Hälfte des 19. Jahrhunderts entstanden Ziegelwerke und ließen die Bevölkerungszahl stark ansteigen.
Laut Adressbuch von Österreich waren im Jahr 1938 in der Ortsgemeinde Hennersdorf ein Arzt, ein Bäcker, eine Werkstätte, ein Branntweinhändler, zwei Fleischer, ein Friseur, ein Fuhrwerker, ein Futtermittelhändler, drei Gastwirte, sechs Gemischtwarenhändler, eine Hebamme, zwei Landesproduktehändler, eine Schneiderin, zwei Schuster, ein Trafikant, ein Wagner, ein Zimmermeister und einige Landwirte ansässig. Weiters gab es ein Ziegelwerk der Wienerberger Ziegelfabriks- u. Baugesellschaft.
Nach dem Anschluss Österreichs 1938 wurde der Ort in die Stadt Groß-Wien zum 24. Bezirk eingemeindet. Erst 1954 wurde der Ort wieder eigenständig und fiel an Niederösterreich zurück.

### Bevölkerungsentwicklung
| Hennersdorf: Einwohnerzahlen von 1869 bis 2025      | Hennersdorf: Einwohnerzahlen von 1869 bis 2025 | Hennersdorf: Einwohnerzahlen von 1869 bis 2025 | Hennersdorf: Einwohnerzahlen von 1869 bis 2025 | Hennersdorf: Einwohnerzahlen von 1869 bis 2025 |
| --------------------------------------------------- | ---------------------------------------------- | ---------------------------------------------- | ---------------------------------------------- | ---------------------------------------------- |
| Jahr                                                |                                                |                                                |                                                | Einwohner                                      |
| 1869                                                | 1869                                           |                                                | 728                                            | 728                                            |
| 1880                                                | 1880                                           |                                                | 665                                            | 665                                            |
| 1890                                                | 1890                                           |                                                | 1.206                                          | 1.206                                          |
| 1900                                                | 1900                                           |                                                | 856                                            | 856                                            |
| 1910                                                | 1910                                           |                                                | 873                                            | 873                                            |
| 1923                                                | 1923                                           |                                                | 606                                            | 606                                            |
| 1934                                                | 1934                                           |                                                | 679                                            | 679                                            |
| 1939                                                | 1939                                           |                                                | 778                                            | 778                                            |
| 1951                                                | 1951                                           |                                                | 720                                            | 720                                            |
| 1961                                                | 1961                                           |                                                | 670                                            | 670                                            |
| 1971                                                | 1971                                           |                                                | 814                                            | 814                                            |
| 1981                                                | 1981                                           |                                                | 1.006                                          | 1.006                                          |
| 1991                                                | 1991                                           |                                                | 1.483                                          | 1.483                                          |
| 2001                                                | 2001                                           |                                                | 1.418                                          | 1.418                                          |
| 2011                                                | 2011                                           |                                                | 1.450                                          | 1.450                                          |
| 2021                                                | 2021                                           |                                                | 1.542                                          | 1.542                                          |
| 2025                                                | 2025                                           |                                                | 1.526                                          | 1.526                                          |
| Quelle(n): Statistik Austria, Gebietsstand 1.1.2021 |                                                |                                                |                                                |                                                |

## Kultur und Sehenswürdigkeiten

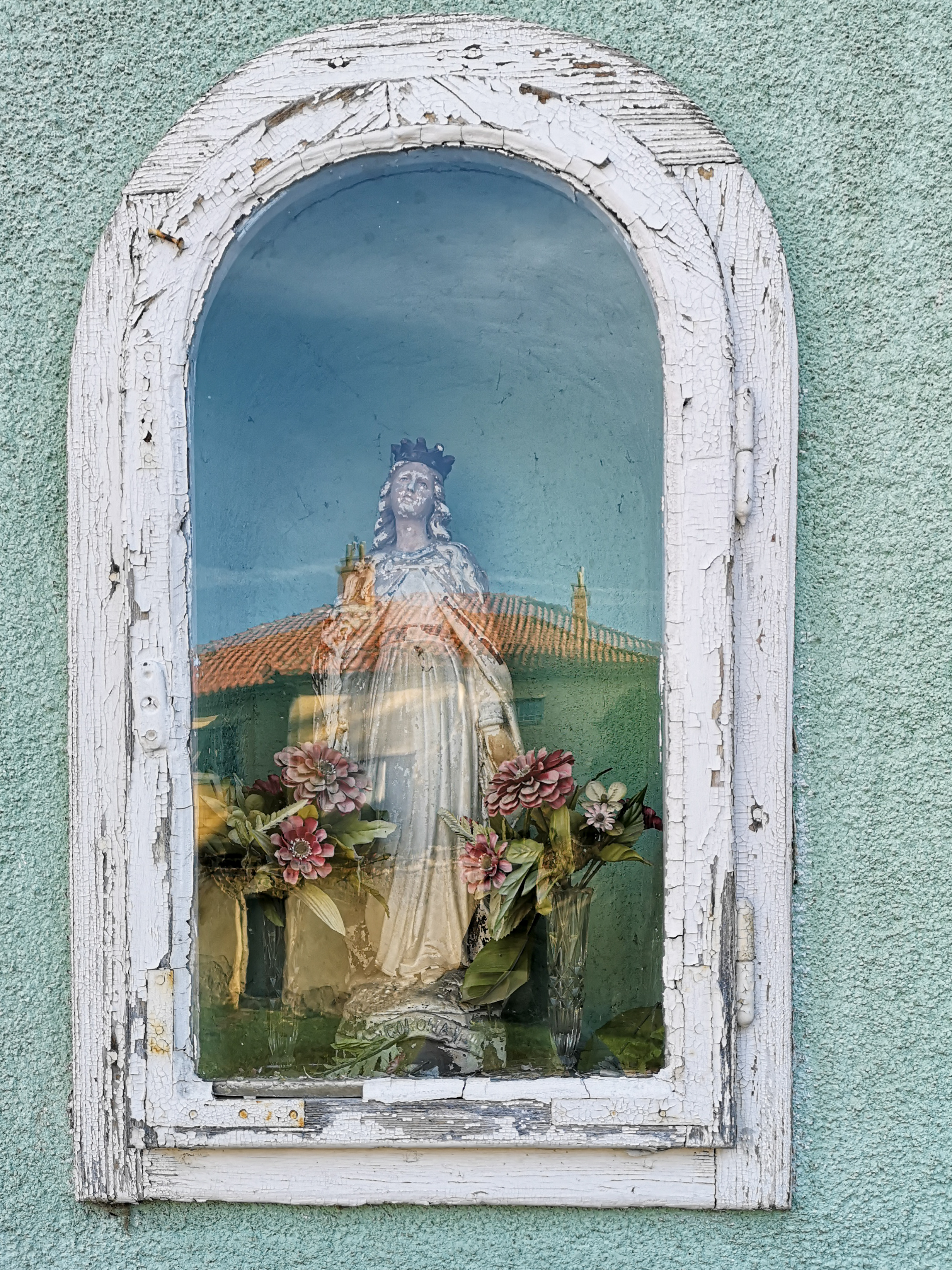
Figur der Heiligen Corona in Hennersdorf

- Pfarrkirche Hennersdorf

## Wirtschaft und Infrastruktur
War früher Hennersdorf eher eine landwirtschaftliche Gemeinde, so gibt es heute etliche Gewerbe- und Industriebetriebe.

### Wirtschaftssektoren
Von den zwölf landwirtschaftlichen Betrieben des Jahres 2010 wurden sechs im Haupt- fünf im Nebenerwerb und eine von einer Personengemeinschaft geführt. Im Produktionssektor arbeiteten 114 Erwerbstätige im Bereich Herstellung von Waren, 62 im Baugewerbe und fünf in der Wasserver- und Abfallentsorgung. Die größten Arbeitgeber des Dienstleistungssektors waren die Bereiche Handel (70), Verkehr (42), soziale und öffentliche Dienste (32) und freiberufliche Dienstleistungen (31 Mitarbeiter).
| Wirtschaftssektor            | Anzahl Betriebe | Anzahl Betriebe | Erwerbstätige | Erwerbstätige |
| Wirtschaftssektor            | 2011            | 2001            | 2011          | 2001          |
| ---------------------------- | --------------- | --------------- | ------------- | ------------- |
| Land- und Forstwirtschaft 1) | 12              | 15              | 11            | 16            |
| Produktion                   | 15              | 6               | 181           | 87            |
| Dienstleistung               | 82              | 59              | 200           | 180           |

1) Betriebe mit Fläche in den Jahren 2010 und 1999
| Im Jahr 2011 lebten 754 Erwerbstätige in Hennersdorf. Davon arbeiteten 105 in der Gemeinde, 86 Prozent pendelten aus. - Wienerberger AG: Das bedeutendste Unternehmen ist die Wienerberger AG mit seiner Österreichzentrale im Ort und einem der modernsten Ziegelöfen Europas. Diese Ziegeleien an der damaligen „Straße nach Italien“ (Heute Triester Straße) wurden 1775 von Alois Miesbach gepachtet und bildeten das Fundament für das heutige Unternehmen Wienerberger. Dieses Unternehmen hat hier durch die vielen Ziegeleien, die um die Jahrhundertwende zum 20. Jh. entstanden, seinen Ursprung genommen. | Die zur Anzeige dieser Grafik verwendete Erweiterung wurde dauerhaft deaktiviert. Wir arbeiten aktuell daran, diese und weitere betroffene Grafiken auf ein neues Format umzustellen. (Mehr dazu) |

### Unternehmen

Hennersdorf um das Jahr 1873 (Aufnahmeblatt der Landesaufnahme)

### Verkehr

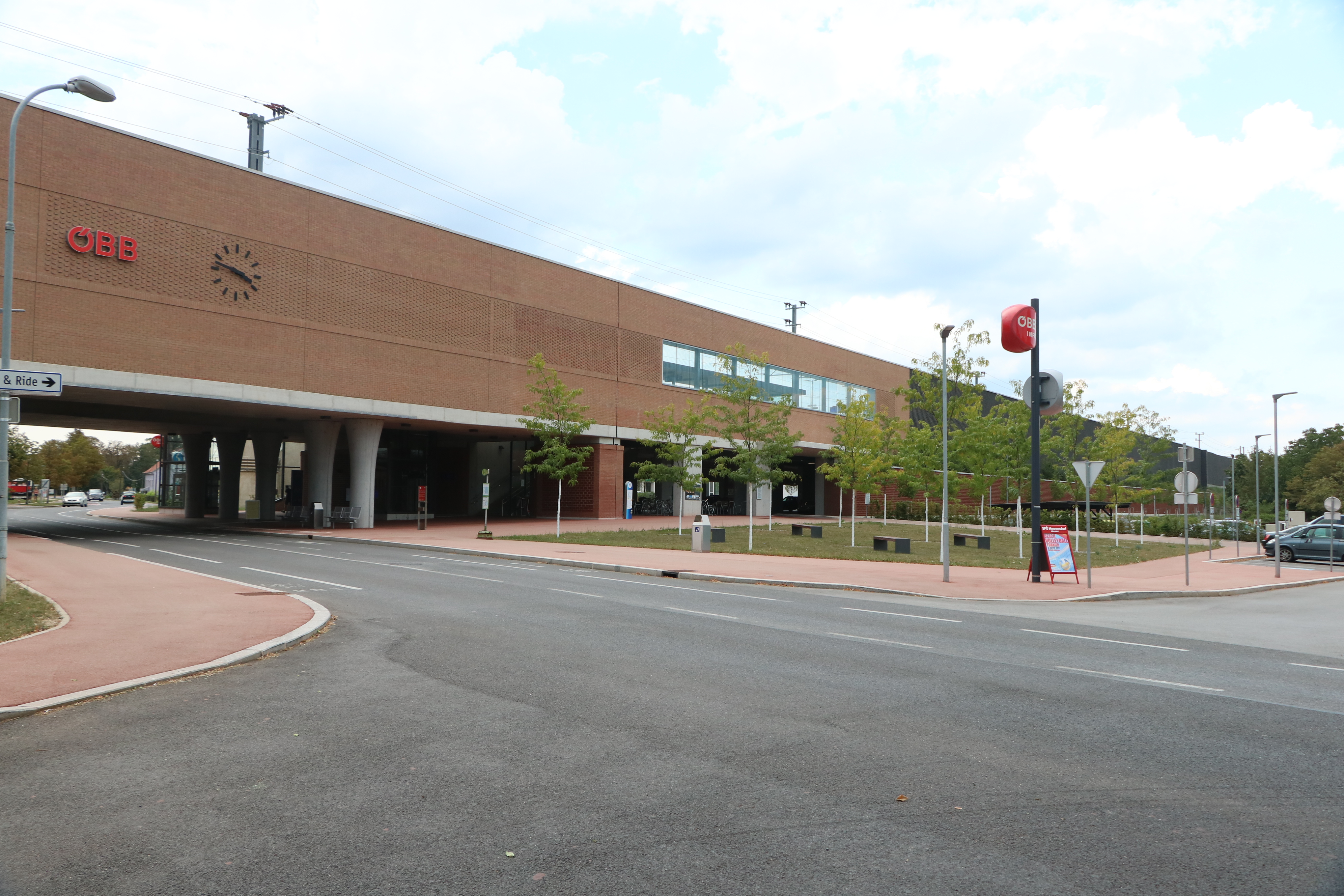
Der Bahnhof

- Von Hennersdorf aus erreicht man auf dem Straßenweg die Gemeinden Leopoldsdorf, Vösendorf und Achau.
- Im Zuge der Eröffnung der S1, der Wiener Südrandumfahrung, wurde ein LKW-Fahrverbot für den Ort realisiert.
- Die Anbindung an den öffentlichen Verkehr erfolgt über die Pottendorfer Linie, die den Ort mit Wien Hauptbahnhof (ehem. Südbahnhof) und Wiener Neustadt an Werktagen im Stundentakt verbindet. Der 2018 eröffnete neue Bahnhof befindet sich in Hochlage als Viadukt, er ist mit Sichtziegeln ausgeführt, dies erinnert an die Tradition der Ziegelherstellung.
- Die Buslinie 266 des Verkehrsverbund Ost-Region bedient das Ortszentrum Hennersdorfs und gewährleistet eine umsteigefreie Fahrt nach Schwechat, Kledering, Oberlaa, Leopoldsdorf, Vösendorf und Siebenhirten. In Oberlaa und Siebenhirten besteht Anschluss an die Wiener U-Bahn und in Schwechat an die „Flughafenschnellbahn“.

## Öffentliche Einrichtungen
In Hennersdorf befindet sich ein Kindergarten.

## Politik

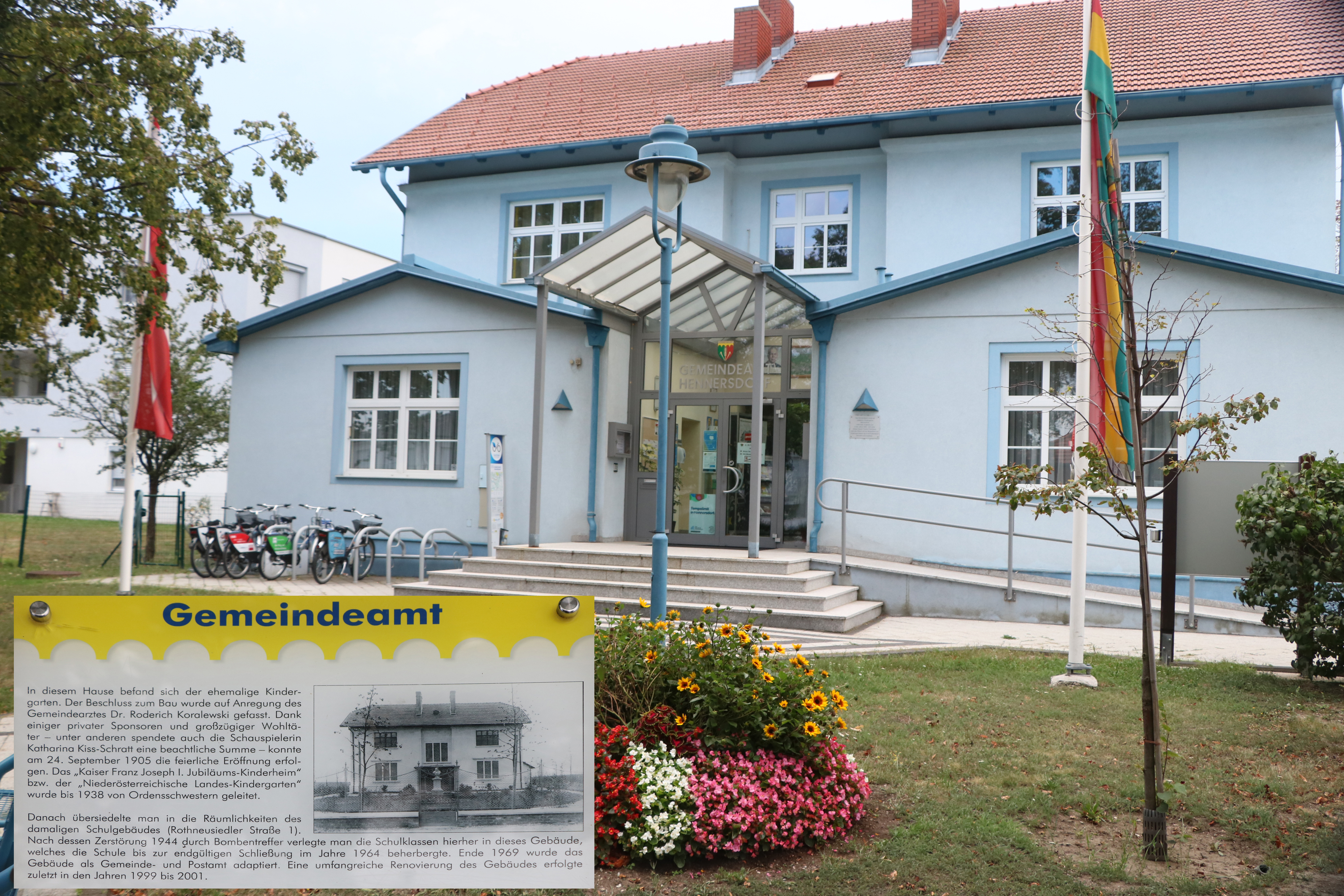
Gemeindeamt

### Gemeinderat
Der Gemeinderat mit 19 Mitgliedern erhielt bei den Gemeinderatswahlen in Niederösterreich 2020 folgende Verteilung: 13 ÖVP, 5 SPÖ und 1 Grüne.
| Partei                                            | 2020    | 2020    | 2015  | 2015    | 2010  | 2010    | 2005  | 2005    |
| Partei                                            | Prozent | Mandate | %     | Mandate | %     | Mandate | %     | Mandate |
| ------------------------------------------------- | ------- | ------- | ----- | ------- | ----- | ------- | ----- | ------- |
| Liste Hausenberger - Hennersdorfer Volkspartei 1) | 60,52   | 13      | 53,48 | 10      | 29,48 | 6       | 35,05 | 7       |
| SPÖ Team Doris DI Giorgio 2)                      | 27,64   | 5       | 46,52 | 9       | 61,04 | 12      | 52,38 | 10      |
| Die GRÜNEN Hennersdorf                            | 8,20    | 1       |       |         |       |         |       |         |
| FPÖ                                               | 3,63    | 0       |       |         |       |         |       |         |
| Hennersdorfer Bürgerinitiative                    |         |         |       |         | 9,48  | 1       | 11,33 | 2       |

1) trat vor 2015 als Hennersdorfer Volkspartei an
2) trat vor 2020 als Sozialdemokratische Partei-Liste Kremzar an

### Bürgermeister
- 1980–2002 Friedrich Sommerer (SPÖ)
- 2002–2015 Kurt Kremzar (SPÖ)[14]
- 2015–2021 Ferdinand Hausenberger (ÖVP)[15][16]
- seit 2021 Thaddäus Heindl (ÖVP)[16]

### Partnergemeinden
- Hennersdorf pflegt seit 1976 partnerschaftliche Beziehungen zum Ortsteil Neuweiler der Gemeinde Weil im Schönbuch in der Nähe von Böblingen in Baden-Württemberg, Deutschland.[17]
- Eine zweite Partnerschaft gibt es seit 2006 mit Hennersdorf in Schlesien (Tschechien), heute Jindřichov ve Slezsku.[18]